# カヴァルナ
カヴァルナ（Kavarna (ブルガリア語: Каварна [kɐˈvarnɐ], ギリシア語: Καβάρνα)）は、ブルガリア北東部の町、およびそれを中心とした基礎自治体。ドブリチ州に属する。ドブロジャ地方に属する黒海岸の町であり、沿岸リゾート地となっている。欧州自動車道路E87に沿って、ヴァルナから64キロメートル、ドブリチから49キロメートルのところに位置している。小さなヨット港と、魚釣り場、広大なビーチとリゾート施設がある。観光スポットであるカリアクラ岬（Калиакра / Kaliakra）は町から西に数キロメートルであり、ルサルカと呼ばれるしゃれたビーチ・リゾート地となっている。18ホールのゴルフ・コースが3つあり、別荘住宅地、マリーナも整備されている。ゴルフ・コースのうち2つはゲーリー・プレーヤーによって、1つはイアン・ウーズナムによって設計された。

## 呼称
ブルガール人が7世紀にこの地を征服して以来、現在のバルチクにあたる町の名は、それまでのギリシャ語のクルノイ（Κρουνοι / Krounoi）から、類似した音をもったカルヴナ（Карвуна / Karvuna）へと置き換えられた。この名前は14世紀のイタリアの地図にも、その名前はイタリア語化され、カルボナ（Carbona）として記されている。
「カヴァルナ」の呼称は15世紀の文献に初めて登場する。カルヴナがバルチクとして知られるようになった後、その旧称であった「カルヴナ」と、「ヴァルナ」の2つの名前から音声的に影響を受けた、新しい名前であると考えられる。

## 地理
カヴァルナの地形は平坦であり、42キロメートルにわたる海岸を持っている。海岸に沿っていくつもの小さなビーチがあり、人工のビーチもある。チラクマン山（Горе Чиракман / Gore Chirakman）は海に突き出した垂直に近い急峻な山である。要塞の壁、建物、聖堂、ネクロポリスの跡がこの平地から見られる。また、この地方には鉱泉が豊富にある。
カヴァルナ周辺の地域はエコ・ツーリズムや、植物やイルカや多種の魚などの海洋生物の観察と撮影などの目的別ツーリズムに適している。鳥類の多様性は各地からの旅行者たちをカリアクラ岬にひきつけ、ヤイラタ（bg:Яйлата / Yaylata）はブルガリアで最も有力な鳥類観光の目的地となっている。

## 歴史
町は紀元前5世紀に古代ギリシアの植民地として建設され、ビュゾネ（Byzone）あるいはビゾネ（Bizone）と呼ばれた。紀元前3世紀の間、町は地元のトラキア人とギリシャ人との交易の重要な拠点として機能した。急峻な崖によって港湾としては不向きな場所であったが、地元のトラキア人が生産する麦の質の高さのために、ブルガリアの沿岸部は魅力的な交易拠点であった。
紀元前1世紀の後半、町は激しい地震によって海へと沈んだ。チラクマンの先端部分も崩壊し、多くの豊かな人々とともに黒海へと沈んでいった。
2005年にカヴァルナの沖の海底を調査した。調査の代表者によると、ビゾネのローマ都市アセン・サルキン（Asen Salkin）は過去に2度、海底に沈んだことがあると分かった。カヴァルナ沖の沈んだ町の境界をダイバーたちが確認した。住居用の建築物の遺構の存在により、考古学者たちは、見つかった石材や壁の破片より結論づけた。見つかったものは紀元前2世紀以降のものであった。調査の代表者によると、この居住地は紀元前1世紀の地震とは無関係であると話した。海底の遺跡から見つかった証拠品は他の可能性を示唆するものであり、海水準変動や地層の変動によるものであると推測される。海水準変動は紀元後1世紀に始まり、2世紀まで続いた。この間に海面が4メートル上昇し、町は海底に沈んだと考えられる。
古代ローマ時代、町は同じ名前で再興されて急速に発展し、居住地がよみがえり、港が改良された。

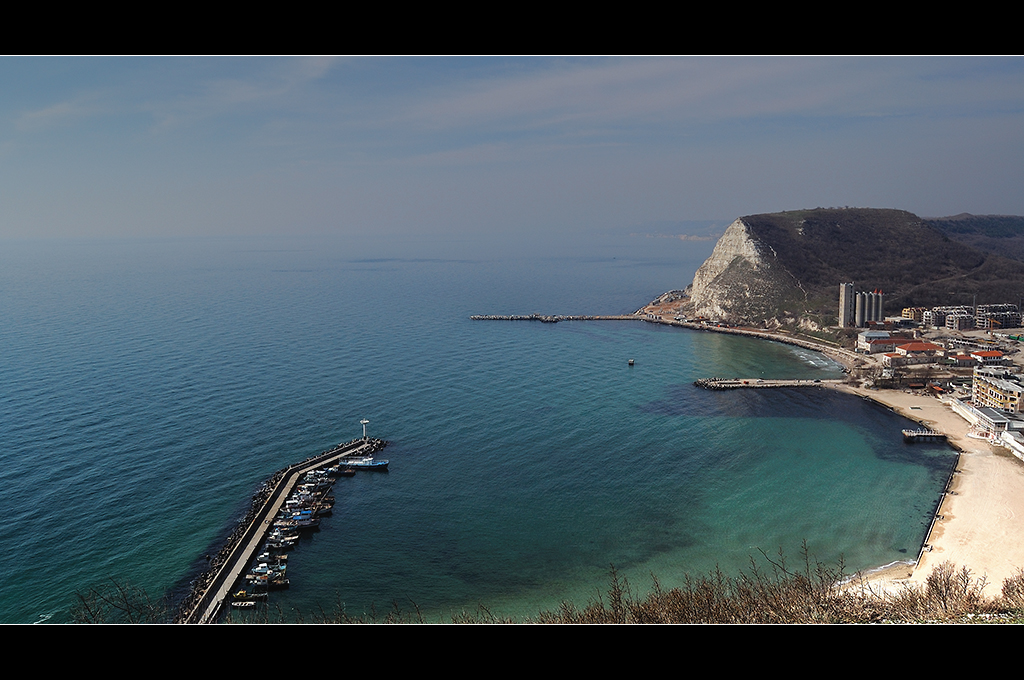
カヴァルナの景色

7世紀、アスパルフに率いられたブルガール人がスラヴ人とともに地域を制圧し、東ローマ帝国の町を破壊し、新たに町を築き、第一次ブルガリア帝国の一部となった。中世後期、町は発展したが、タタール人の襲撃の対象となった。14世紀には町はカルヴナ大公国（Principality of Karvuna）の一部となった。大公国は、第二次ブルガリア帝国のテルテル家王朝時代に帝国から分裂した事実上の独立国であり、バリク（Балик / Balik）およびドブロティツァ（Добротица / Dobrotitsa）により統治された 。大公ドブロティツァは、ドブリチ、ドブロジャの語源ともなっている。
1397年、町はオスマン帝国によりほぼ破壊しつくされ、無人となったものの、17世紀には再び人の居住が始まり、町は再興された。カヴァルナの呼称は15世紀に初めて文献に登場する。
町は古代から中世にかけての経済と文化の拠点と考えられ、要塞の壁やキリスト教のバシリカ、聖堂などの多様な遺構が見つかっている。
この地域から見つかった特筆すべき工芸作品には、それぞれ時代の異なるコインや金装飾品、トラキア人の金の宝物などがある。15世紀から19世紀にかけて、町はカヴァルナの名で知られるようになり、キリスト教徒が住み、麦の輸出拠点となっていた。この時代のトルコ式浴場やネクロポリス、橋、泉、キリスト教聖堂などが残されている。
露土戦争の間、ブルガリア人やガガウス人などカヴァルナのキリスト教徒たちは、非正規兵バシボズク（Bashi-bazouk）とチェルケス人（Circassians）に抵抗した。ブルガリア解放の後、町はブルガリア公国の一部となった。20世紀初頭にはカヴァルナは急速な経済発展を遂げ、経済・文化の拠点となった。町は第二次バルカン戦争の後の1919年にルーマニアの統治下となったが、地元のブルガリア人住民や内部ドブルジャ革命組織からの抵抗にあった。1940年、町はクラヨヴァ協定によって再びブルガリア領に復した。

## 建築物と博物館

### ドブルジャと海の展示
ドブルジャと海の展示は、小さな海洋博物館である。トルコ式浴場（ハマム）の近くに位置している。この建物は15世紀に建てられ、石造りのにぎやかな浴場であった。海へと続く谷の入り口に位置し、町の中心まで5百メートルほどである。海底調査によって発見された多くの石の碇、つぼ、陶器などが展示されている。時代の異なるコインやトラキア人の黄金宝物は宝物館に納められている。

### 町の博物館
町の博物館は地元の図書館の建物にある。町の数千年にわたる歴史を示す物品が展示されている。古代からのこの地の人々の生活を示した品々が見られる。有史以前の洞窟の住居や、多様な道具類、ブルガリア解放戦争に使われた銃、ライフル、ピストル、そして衣服や装身具、民族衣装などの民族誌学的な展示物も見られる。

### 民族誌学博物館
民族誌学博物館は19世紀末に、富豪の家の所有であった建物にある。その内装はこの時代の人々の人々の文化や物品を展示している。典型的なドブルジャの家の様子を示し、人々の文化や日常生活に関する物品を展示している。建物はクワの木やボタン、チューリップに囲まれている。

### 教会
聖ゲオルギ聖堂は1836年に、生神女就寝聖堂は1860年に建てられた。どちらの教会もオスマン帝国統治下からおよびブルガリア解放後を通じて、教育と文化の拠点として重要な役割を果たした。

### 古い泉
12の泉が港へといたる谷に設置されている。その中の一部は破壊されているものの、その他は再興された。湧き出る豊富な水は小さな川を形成している。

## 文化
2004年から、町はブルガリアの音楽の拠点のひとつとなった。カヴァルナでは複数のロック・コンサートが開かれた。
2005年にディープ・パープルがコンサートを行った。その他にカヴァルナでコンサートを行った有名なアーティストには、ドイツのロックやヘヴィメタルの大物であるスコーピオンズ、アクセル・ルディ・ペル、ガンマ・レイ、マスタープラン、デストラクションなどがある。2005年8月27日、ドイツのバンド、アクセプトはその最後のコンサートをこの地で行った。ホワイトスネイクの歌手デイヴィッド・カヴァデールの壁画もある。
2006年には、町のコンサートの伝統は更に発展し、メタル・バンドの他にもポップやダンス音楽のミュージシャンたちがコンサートを開いた。たとえば、ロシアのポップ歌手フィリップ・キルコーロフ（Филипп Киркоров / Filipp Kirkorov）は9月にコンサートを行った。
2007年にはブラック・サバス、ジョン・ロートン・バンド、マノウォー、モーターヘッド、ロバート・プラント、ロニー・ジェイムス・ディオがコンサートを行った。2008年には再びマノウォーが訪れ、5時間に及ぶコンサートを行い、ヘヴィ・メタル・コンサートの最長記録を打ち立てた。その後2日の間にアリス・クーパー、スレイヤー、イン・フレイムスもコンサートを行った。

## その他
- 南極大陸のサウス・シェトランド諸島、リヴィングストン島（Livingston Island）のカヴァルナ洞窟（Kavarna Cove）はカヴァルナにちなんで名づけられた。
- マノウォーはブルガリア国歌「愛しき祖国」を2007年および2008年のコンサートで歌った。

## ギャラリー

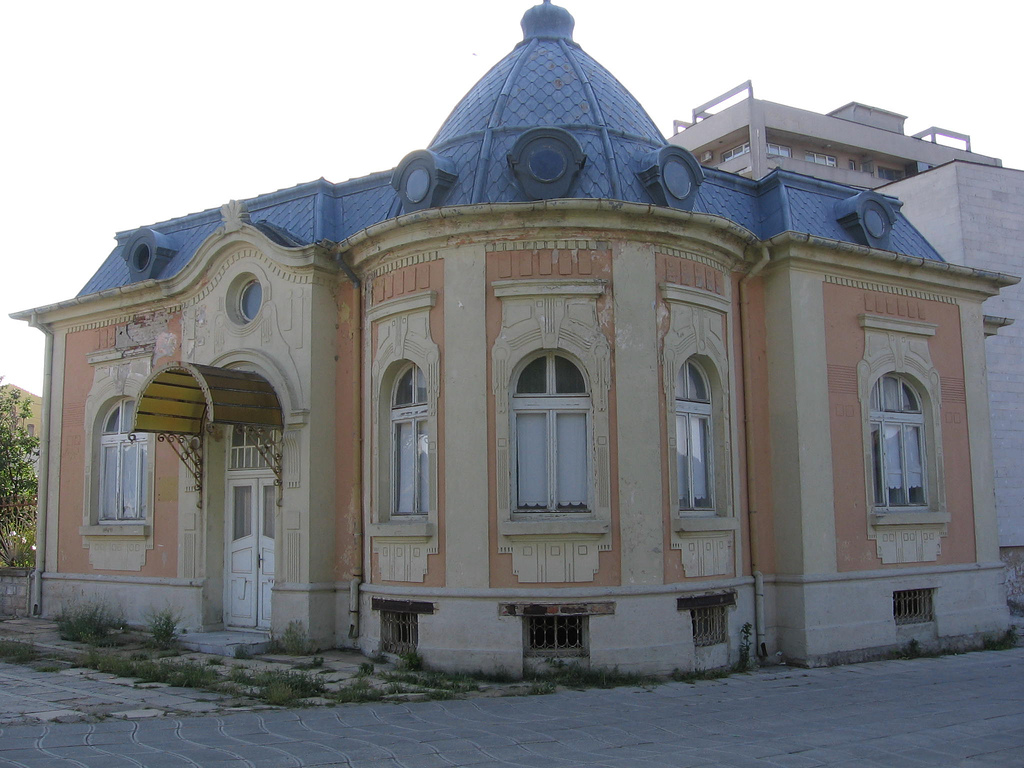
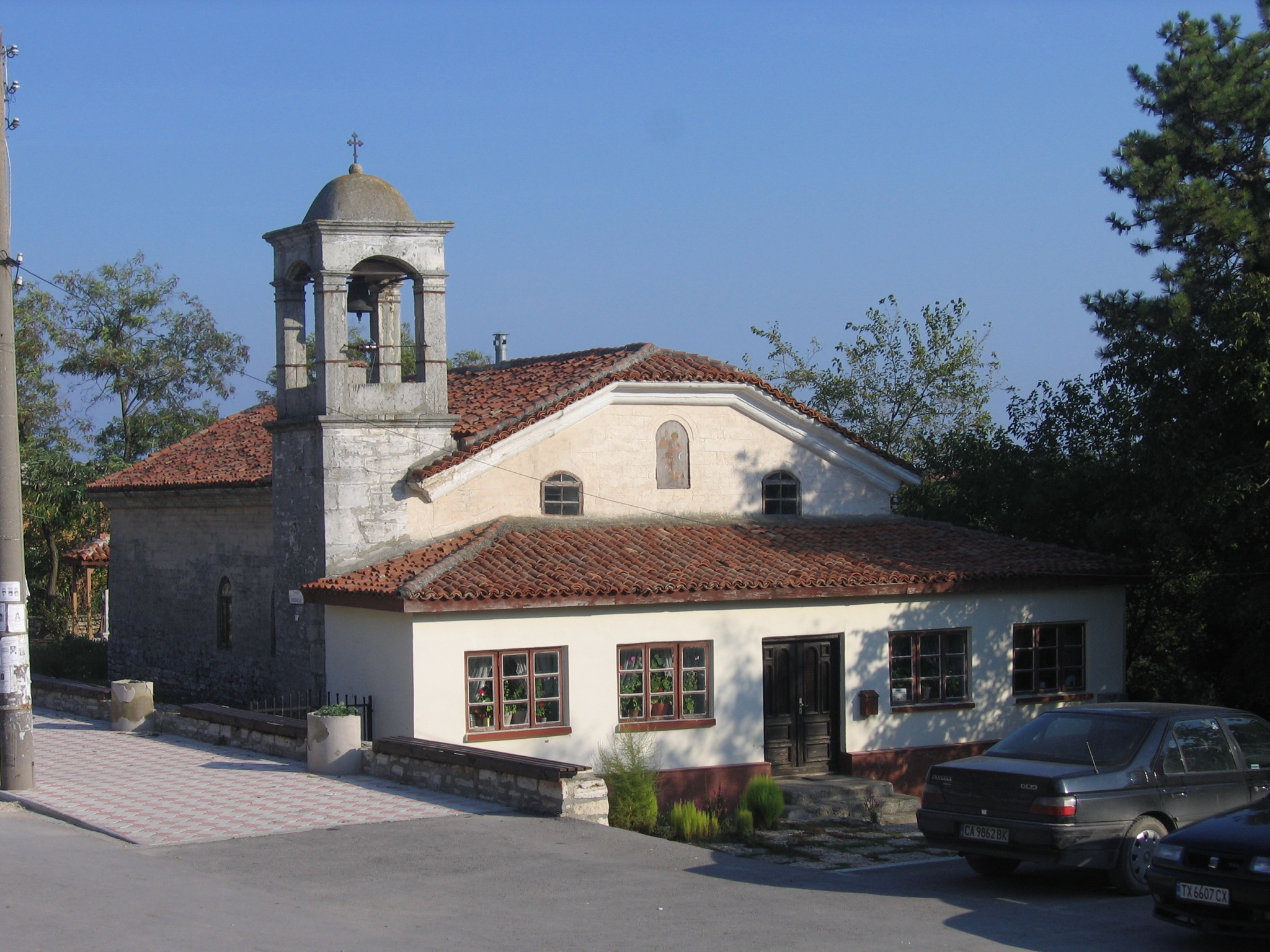
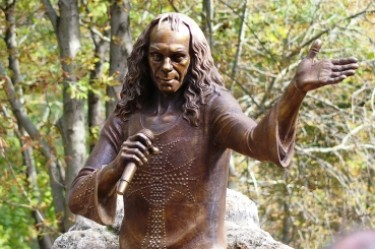
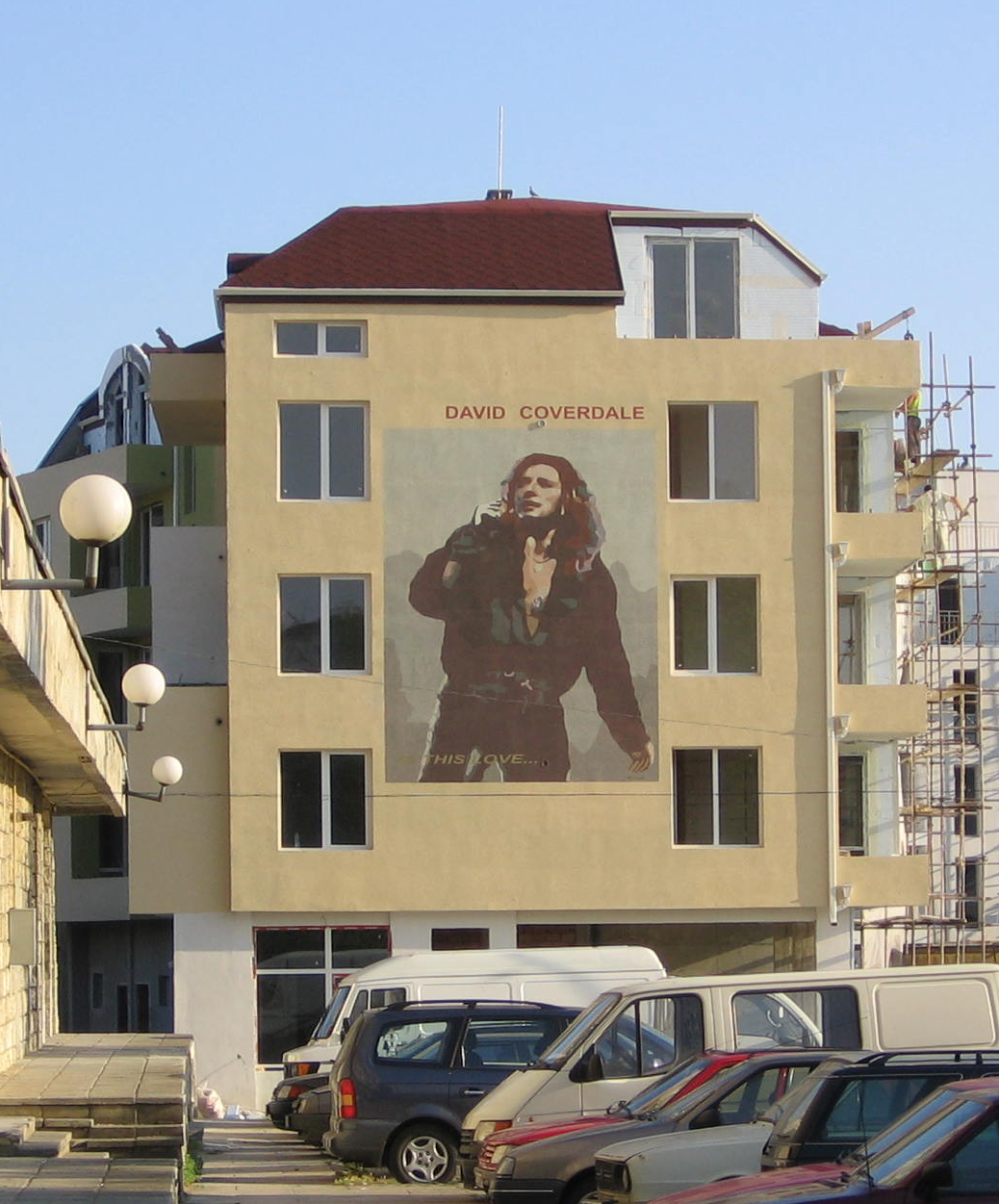

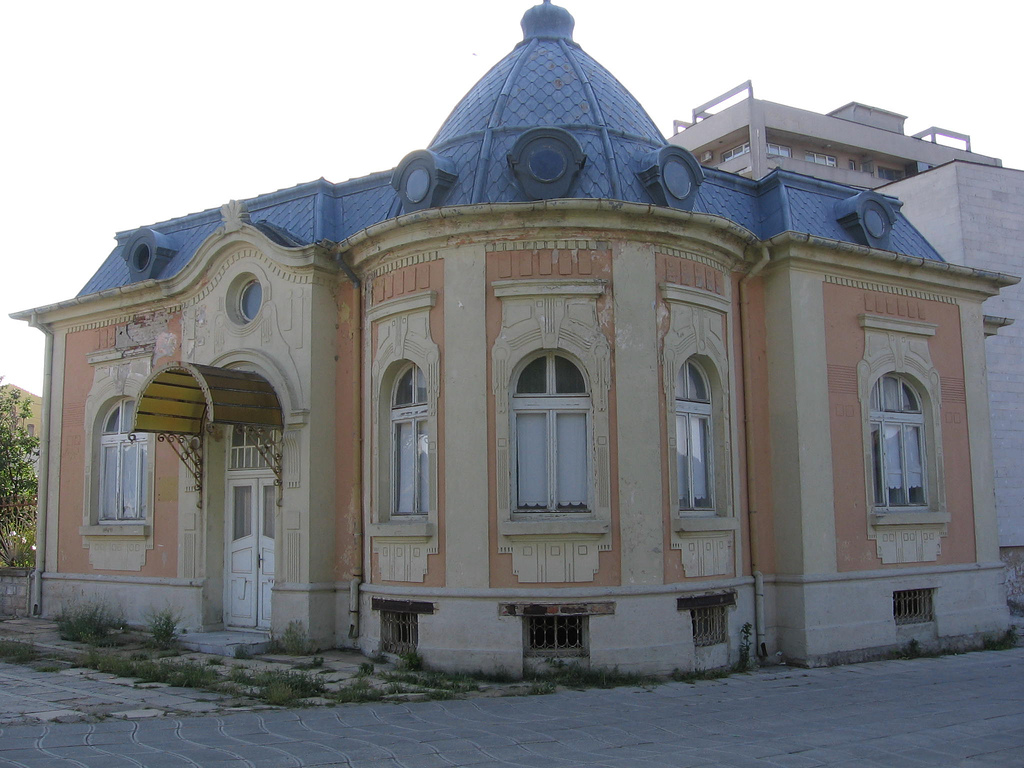
カヴァルナの建築
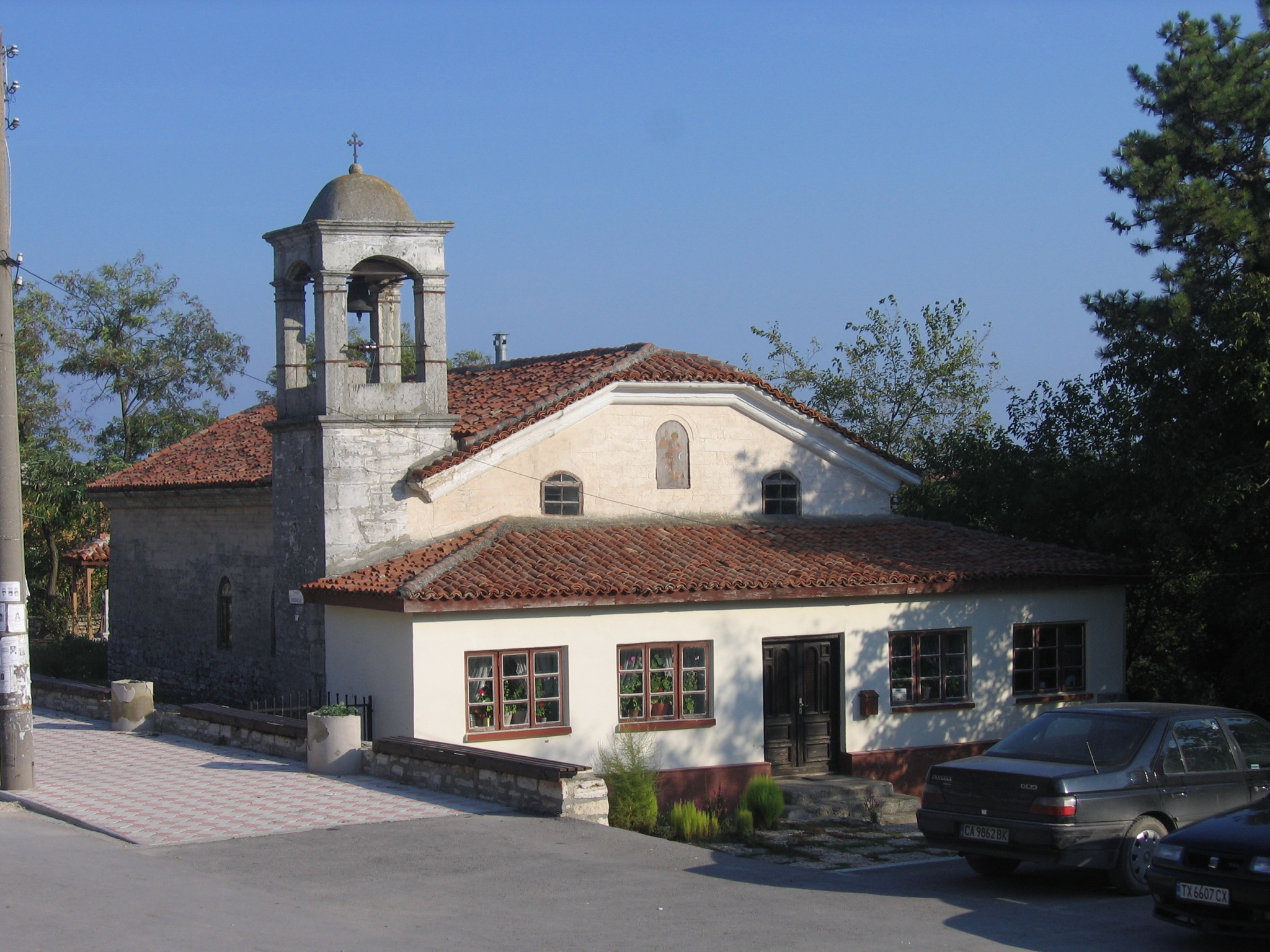
カヴァルナの聖堂
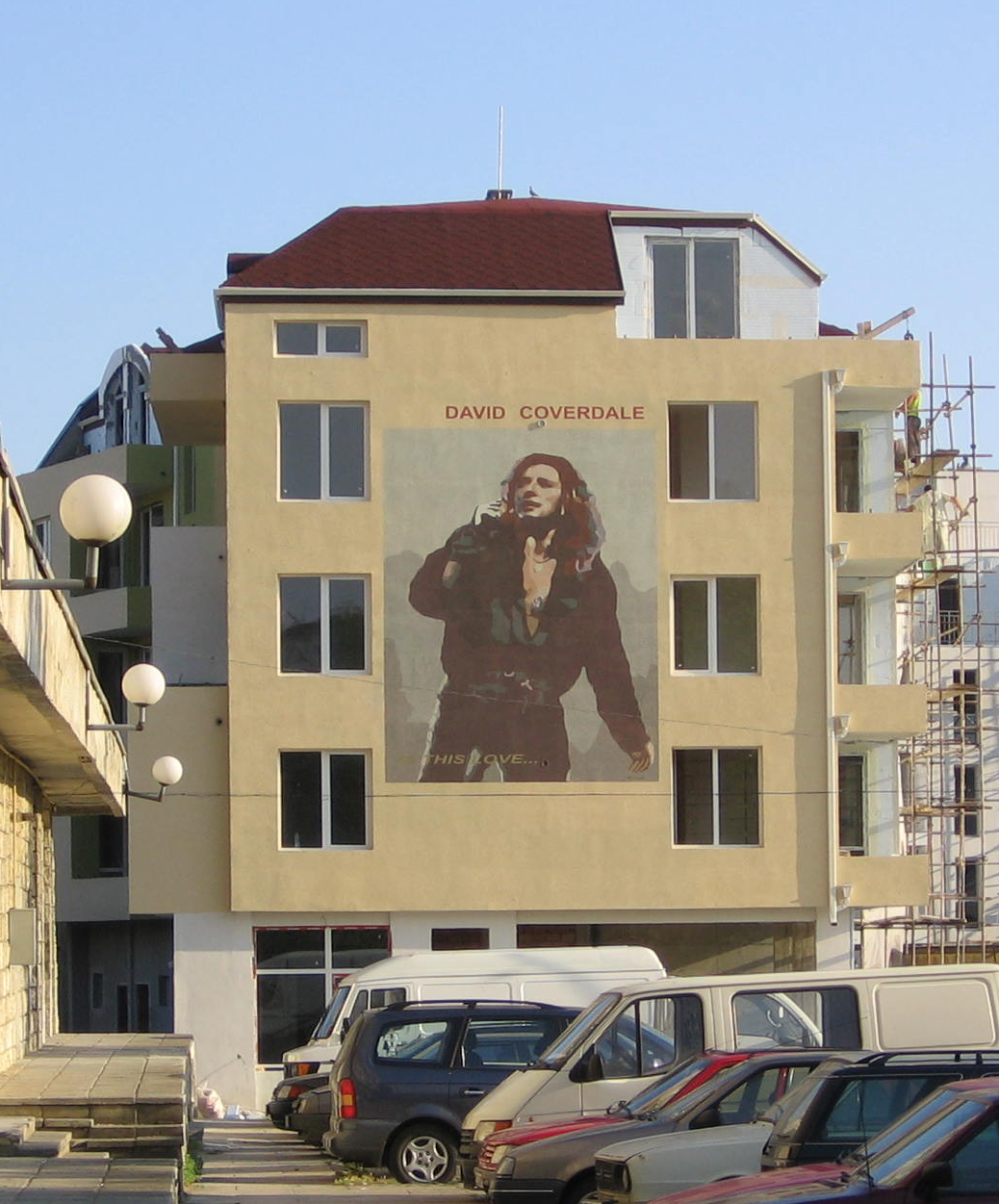
デイヴィッド・カヴァデール の壁画

## 町村
カヴァルナ基礎自治体（Община Каварна）には、その中心であるカヴァルナをはじめ、以下の町村（集落）が存在している。
- Белгун
- Било
- Божурец
- Българево
- Видно
- Вранино
- Иречек
- Каварна
- Камен бряг
- Крупен
- Могилище

- Нейково
- Поручик Чунчево
- Раковски
- Свети Никола
- Селце
- Септемврийци
- Топола
- Травник
- Хаджи Димитър
- Челопечене